# Втора олинтска война
Втората олинтска война или Олинтско-македонската война е военен конфликт в Древна Гърция между Халкидската лига, начело с Олинт, и Македония, състоял се в 349 – 348 година пр.н.е. и завършил с победа на Македония и разрушаване на Олинт.

## Предистория
Халкидският съюз с неговите 32 града, стратегическо географско положение и икономическа мощ представлява потенциална реална заплаха за Македония. Голяма част от македонската търговия минава през халкидическите пристанища. По време на Първата олинтска война в 382 година пр. Хр. олинтците превземат македонската столица Пела. В 357 или 356 пр. Хр. цар Филип II Македонски сключва съюз с Олинт, за да лиши Атина от потенциален съюзник в Терменския залив и да си гаринтира свобода на действията в Пеония, Илирия и Тракия. Филип спазва обещанието си да завладее атинската база Потидея и да я предаде на Халкидския съюз, а договорът е депозиран в Делфийското светилище. Олинт се задължава да не се меси в делата на Филип и да не влиза в съюз с Атина.
Според сведенията на Демостен към 353 или 352/351 година пр. Хр., притеснени от нарастващата мощ на Македония олинтците сключват договор с Атина, за да възстановят влошените отношения от обсадата на Амфиполис от Филип. Възможно е да е проучвана и възможността за военен съюз. Филип реагира и през зимата на 352/1 или есента на 351 година прави военна демонстрация на Халкидическия полуостров, като на връщане от Тракия се отбива в Олинт, придружаван от войската си.

## Развой

### Кампания от 349 г. пр. Хр.
През лятото на 349 година пр. Хр. Филип повежда войските си на Халкидическия полуостров и започва да завладява градовете на Съюза или със заплаха или с обсади, но поддържа твърдението, че не е във война с Олинт до 348 година, когато е само на 8 km от Олинт. Филип се придвижва от Македония през до района северно от езерото Болбе и навлиза в Халкидика от североизток. Стратегическото предимство е на страната на македонците, тъй като силите на Съюза са разпръснати по отделните градове, които заемат отбранителна позиция. Филип превзема малката крепост, пазеща Стагира от север и атакува града, който пада не след дълго и Филип заповядва да бъде унищожен, като за съдбата на населението няма сведения. След това без битка се предават серия малки градове – Акант, Аполония и Аретуса. Стратегията на Филип е да изолира и овладее малките градове в източната част на полуострова без да среща силите на Съюза в открита битка. В късната есен на 349 година бунт във Фере, вероятно поради връщането на тирана Питолай, принуждава Филип да изостави кампанията и да замине за Тесалия.
Още преди летните успехи на Филип Олинт изпраща посланици в Атина с молба за военна помощ. Посолството пристига през юли и сключва с атиняните военен съюз. Атиняните решават да насочат към Олинт флот от 38 триреми, под командването на Карес с 2000 пелтасти, и призовават доброволци да осигурят още кораби. Етисите обаче не позволяват на корабите да тръгнат към олинтското пристанище Мекиберна до средата на септември и в крайна сметка Филип заминава за Тесалия. Дебатите, възникнали около това как да се реагира на олинтското посолство, са повод за Демостен да напише първата си олинтика.

### Тесалийска и евбейска интерлюдия
Макар да няма запазено свидетелство за битка, Филип очевидно успява да потуши Ференския бунт и да прогони Питолай и наемниците му и решава да прекара зимата в Тесалия. Междувременно избухва бунт в Халкида на Евбея, начело с Калий, който се опитва да откъсне града от Атинския морски съюз. Калий предлага формирането на паневбейски съюз и много градове на острова се присъединяват към идеята. Вероятно бунтът в Халкида е насърчаван от Филип, за да отвлече Атина от събитията на Халкидика, тъй като Евбея е от първостепенна важност за Атина – Халкида е свързана с мост с континентална Гърция и така би могла да осигури достъп на македонските войски на юг от Термопилите, където Филип е успешно спрян от Атина и Спарта в 352 година пр. Хр. Проатинската партия на Евбея претърпява серия поражения и в резултат на сключения мир целият остров става независим, като единствено Каристос остава атински съюзник. Под влияние на Калий Евбея става промакедонски и това принуждава Атина да поддържа голям флот в района, за да предотврати македонски десант в северната част на острова, и така предотвратява ефективната подкрепа на Олинт.

### Кампания от 348 г. пр. Хр.
През пролетта на 348 година пр. Хр. Филип отново навлиза с войски на Халкидическия полуостров, като този път действа срещу градовете в западната му част. Овладява Аполония и не след дълго Тороне. Флотът на Карес, базиран в Мекиберна, се връща в Атина, вероятно в ранната пролет. Към лятото пристанищният град пада в македонски ръце и така възможността на Олинт да получава подкрепления от Атина е силно ограничена.
Олинтците молят Атина за помощ още преди повторното навлизане на Филип на Халкидика. Атина изпраща 18 кораба с 4000 леки пехотивци 150 кавалеристи под командата на Харидем. Тези части се присъединяват към олинтците и нападат градовете, овладени от Филип и така олинтците се оказват в положение да атакуват градове от собствения си съюз. Операциите обаче са безрезултатни. Междувременно македонският флот залавя няколко търговски кораба край Евбея и дори атинската свещена трирема и прави успешни нападения над Лемнос и Имброс. През юни войските на Филип са пред Олинт и македонците започват да се приготвят за обсада. Няколко седмици по-рано олинтците пращат посланици в Атина с молба за допълнителна военна помощ и атиняните подготвят 17 кораба с 2000 граждани хоплити и 300 конници също граждани – 30% от цялата конница на града. Командването отново е възложено на Карес, но, тъй като е края на юли етесите правят пътуването на север невъзможно за 40 дни.
Когато Филип е само на 7 мили от Олинт, олинтците изпращат пратеници за преговори, но Филип ги отхвърля с думите „За остатъка от дните е невъзможно вие да продължите да живеете в Олинт, а аз в Македония“, тъй като очевидно целта му е да анексира Халкидическия полуостров. Атаката на града започва някъде през юли и приключва през септември. Олинт е добре защитен град с добри укрепления и голям гарнизон от поне 4000 души, подкрепен от атински наемници, но двумесечна обсада е кратка по древногръцките стандарти. Диодор казва, че сраженията са тежки, и че „в постоянните последователни щурмове Филип губи много хора в битката за стените“. Това показва, че Филип бърза да превземе града, тъй като е бил информиран за чакащите подходящи ветрове атински подкрепления. Според Диодор „в крайна сметка Филип подкупва Евтикрат и Ластен, двама от олинтските кавалерийски командири и чрез тях превзема града с предателство“. Евтикрат и Ластен са членове на промакедонската фракция в града, приятели на Филип, които получават командни постове в конницата, чак когато олинтците се опитват да притъпят подозренията на Филип. Според Демостен двамата предават своите 500 конници и оръжията си на Филип. Това дезертьорство едва ли е било достатъчно и очевидно интригите на Филип са дали и други резултати.
След превземането на града Филип го оставя на войската си за разграбване, за да накаже предателството и да даде пример. Цивилното население е избито.